# ЈКП Градска топлана Ниш
ЈКП Градска топлана је предузеће за производњу и дистрибуцију топлотне енергије на територији града Ниша. Системом даљинског грејања Топлана загрева домове Нишлија током зиме. Производњу топлотне енергије обавља у три топлане и једанаест котларница, а дистрибудија до корисника врши се преко 67 km топловодне мреже и у 1.140 топлотних подстаница. Број подстаница и дужина топловодне мреже у сталном су порасту јер Топлана континуирано шири своје капацитете и отвара могућност за нове прилкључке на мрежу даљинског грејања.

## Историјат
Прва централна грејања у Нишу су уведена 1930. године, када су се грејале најважније институције у граду, као што су Дом здравља, Трговачка академија и Берза рада. Након Другог светског рата је питање грејања је стављено у други план, а приоритет је био обнова стамбеног фонда. Међутим, када су решени основни проблеми у граду јавља се и потреба да се достигуну европски стандарди у области становања, где је централно грејање један од битних предуслова.
Први Програм топлификације је урађен 1973. године, када је донесена одлука о Топланама и мрежама топлотне енергије за подручја града Ниша и Нишке бање. Доношењем ове Одлуке и оснивањем Градске топлане, стварају се услови за увођење даљинског система грејања у граду.
Године када је предузеће основано постојало је преко 100 појединачних и 6 блоковских котларница снаге од 1МW до 6 МW. У периоду од 1960. до 1973. су изграђене 94 котларнице. Тако да је 1973. године капацитет топлотних извора био 22,62 МW. Он је загревао 104.951 m² стамбене површине и 9.327. метара квадратних пословног простора.
У складу са Програмом топлификације, изграђене су две топлане „Криви вир“ која се градила у три фазе а градња је завршена 1986. године, а друга топлана је топлана Југ, изградња обе топлане је била у периоду од 1975. до 1995. године.
Од 1973. године се кренуло са прикључивањем самбено-пословних објеката на централни даљински систем грејања. Почело се са гашењем котрарница. Од 1986. године почиње динамичан развој града, а упоредо са тим се чине велики напори да се број котларница сведе на минимум и корисници прикључе на градски топловод. Постојало је свега 12 појединачних котларница 1995. године.
анас Градска топлана загрева 1.581.053,36 m² стамбеног простора и 377.144,07 m².пословног простора. Осим поменуте две Топлане почела је са радом и трећа, Топлана „Мајаковски“ капацитета 14 МW. Укупна снага топловодних извора је 254МW.
Обрачун испоручене топлотне енергије предузеће врши по квадратном метру површине која се греје, а иновација која се очекује у будућности јесте увођење тарифног система наплате према количини испоручене топлотне енгергије, где ће се сваком кориснику обрачунавати количина утрошене топлотне енергије.